# Reichstagswahlkreis Regierungsbezirk Königsberg 6

Die Wahlkreisaufteilung des Deutschen Reichs.

Der Reichstagswahlkreis Provinz Ostpreußen – Regierungsbezirk Königsberg 6 (Wahlkreis 6; Wahlkreis Braunsberg-Heilsberg) war ein Wahlkreis für die Reichstagswahlen im Deutschen Reich und im Norddeutschen Bund von 1867 bis 1918.

## Wahlkreiszuschnitt
Der Wahlkreis umfasste den Landkreis Heilsberg und den Landkreis Braunsberg.
| Jahr | Einwohner |
| ---- | --------- |
| 1890 | 105.746   |
| 1895 | 107.097   |
| 1900 | 105.607   |
| 1905 | 106.441   |
| 1910 | 106.525   |

|      | Landwirtschaft | Industrie und Gewerbe | Handel und Dienstleistungen |
| ---- | -------------- | --------------------- | --------------------------- |
| 1895 | 70,6           | 16,3                  | 13,0                        |
| 1907 | 70,5           | 17,2                  | 12,3                        |

|      | Evangelisch | Katholisch |
| ---- | ----------- | ---------- |
| 1890 | 7,6         | 91,7       |
| 1905 | 8,3         | 91,1       |
| 1910 | 8,7         | 90,9       |

Als Teil des überwiegend katholischen Ermlandes war der Wahlkreis eine Parteihochburg des Zentrums.

## Abgeordnete
| Wahl                                | Abgeordneter            | Partei                       | Bild |
| ----------------------------------- | ----------------------- | ---------------------------- | ---- |
| Reichstagswahl Februar 1867         | Adalbert Kraetzig       | Freikonservative Vereinigung | 0    |
| Reichstagswahl August 1867 bis 1871 | Anton Pohlmann          | Freikonservative Vereinigung | 0    |
| Reichstagswahl 1871 bis 1874        | Theodor Joseph Blell    | Unabhängiger Kleriker        | 0    |
| Reichstagswahl 1874 bis 1881        | Anton Pohlmann          | Zentrum                      | 0    |
| Reichstagswahl 1881 bis 1884        | Augustin Kolberg        | Zentrum                      |      |
| Reichstagswahl 1884 bis 1890        | Peter Spahn             | Zentrum                      |      |
| Reichstagswahl 1890 bis 1912        | Cölestin Krebs          | Zentrum                      | 0    |
| Reichstagswahl 1912 bis 1914        | Friedrich Preuß         | Zentrum                      |      |
| Ersatzwahl 1914 bis 1918            | Albrecht von Rechenberg | Zentrum                      |      |

## Wahlen

### 1867 (Februar)
Es fand nur ein Wahlgang statt.
| Kandidat          | Partei                       | Stimmen | in % | Anmerkungen |
| ----------------- | ---------------------------- | ------- | ---- | ----------- |
| Adalbert Kraetzig | Freikonservative Vereinigung | 8946    | 0    | 0           |

### 1867 (August)
Es fand nur ein Wahlgang statt.
| Kandidat       | Partei                       | Stimmen | in % | Anmerkungen |
| -------------- | ---------------------------- | ------- | ---- | ----------- |
| Anton Pohlmann | Freikonservative Vereinigung | 5136    | 0    | 0           |

### 1871
Es fand nur ein Wahlgang statt.
| Kandidat             | Partei                | Stimmen | in % | Anmerkungen |
| -------------------- | --------------------- | ------- | ---- | ----------- |
|                      | Zentrum               | 3075    | 0    | 0           |
| Theodor Joseph Blell | Unabhängiger Kleriker | 4146    | 0    | 0           |
| Sonstige             | 0                     | 42      | 0    | 0           |

### 1874
Es fand nur ein Wahlgang statt.
| Kandidat       | Partei  | Stimmen | in % | Anmerkungen |
| -------------- | ------- | ------- | ---- | ----------- |
|                | Lib.    | 958     | 0    | 0           |
| Anton Pohlmann | Zentrum | 10.550  | 0    | 0           |
| Sonstige       | 0       | 42      | 0    | 0           |

### 1877
Es fand nur ein Wahlgang statt.
| Kandidat       | Partei  | Stimmen | in % | Anmerkungen |
| -------------- | ------- | ------- | ---- | ----------- |
|                | Lib.    | 751     | 0    | 0           |
| Anton Pohlmann | Zentrum | 9215    | 0    | 0           |
| Sonstige       | 0       | 42      | 0    | 0           |

### 1878
Es fand nur ein Wahlgang statt.
| Kandidat       | Partei  | Stimmen | in % | Anmerkungen |
| -------------- | ------- | ------- | ---- | ----------- |
|                | Lib.    | 764     | 0    | 0           |
| Anton Pohlmann | Zentrum | 10.762  | 0    | 0           |
| Sonstige       | 0       | 41      | 0    | 0           |

### 1881
Es fand nur ein Wahlgang statt.
| Kandidat         | Partei  | Stimmen | in % | Anmerkungen |
| ---------------- | ------- | ------- | ---- | ----------- |
|                  | K       | 37      | 0    | 0           |
|                  | Lib.    | 64      | 0    | 0           |
| Augustin Kolberg | Zentrum | 10.762  | 0    | 0           |
| Sonstige         | 0       | 112     | 0    | 0           |

### 1884
Es fand nur ein Wahlgang statt. Die Zahl der Wahlberechtigten betrug 20.116 und die Zahl der abgegebenen Stimmen 11.345, von denen 18 ungültig waren. Die Wahlbeteiligung betrug 56,5 %.
| Kandidat    | Partei  | Stimmen | in % | Anmerkungen |
| ----------- | ------- | ------- | ---- | ----------- |
|             | K       | 30      | 0    | 0           |
|             | F       | 138     | 0    | 0           |
|             | F       | 31      | 0    | 0           |
| Peter Spahn | Zentrum | 11.010  | 0    | 0           |
| Sonstige    | 0       | 70      | 0    | 0           |

### 1887
Es fand nur ein Wahlgang statt. Die Zahl der Wahlberechtigten betrug 21.490 und die Zahl der abgegebenen Stimmen 16.132, von denen 25 ungültig waren. Die Wahlbeteiligung betrug 75,2 %.
| Kandidat    | Partei  | Stimmen | in % | Anmerkungen |
| ----------- | ------- | ------- | ---- | ----------- |
|             | K       | 1370    | 0    | 0           |
| Peter Spahn | Zentrum | 14.750  | 0    | 0           |
| Sonstige    | 0       | 12      | 0    | 0           |

### 1890
Die Kartellparteien Konservative und NLP einigten sich auf einen konservativen Kandidaten. Es fand nur ein Wahlgang statt. Die Zahl der Wahlberechtigten betrug 20.789 und die Zahl der abgegebenen Stimmen im ersten Wahlgang 11.860, von denen 62 ungültig waren. Die Wahlbeteiligung betrug 57,0 %.
| Kandidat            | Partei       | Stimmen | in % | Anmerkungen           |
| ------------------- | ------------ | ------- | ---- | --------------------- |
| Max von Forckenbeck | DF           | 50      | 0,4  | 0                     |
| Theodor von Saß     | Konservative | 212     | 1,8  | Landrat aus Guttstadt |
| Carl Schultze       | SPD          | 355     | 3,0  | 0                     |
| Cölestin Krebs      | Zentrum      | 11.098  | 94,1 | 0                     |
| Sonstige            | 0            | 83      | 0,7  | 0                     |

### 1893
Wahlkreisabsprachen der Parteien sind nicht überliefert. Es fand nur ein Wahlgang statt. Die Zahl der Wahlberechtigten betrug 20.487 und die Zahl der abgegebenen Stimmen im ersten Wahlgang 12.259, von denen 16 ungültig waren. Die Wahlbeteiligung betrug 59,8 %.
| Kandidat       | Partei       | Stimmen | in % | Anmerkungen                   |
| -------------- | ------------ | ------- | ---- | ----------------------------- |
| Kiehl          | FVP          | 268     | 2,2, | Mühlenbesitzer in Heilsberg   |
| Dr. Schandau   | Konservative | 1203    | 9,8  | Seminardirektor in Braunsberg |
| Carl Schultze  | SPD          | 115     | 0,9  | 0                             |
| Cölestin Krebs | Zentrum      | 10.632  | 86,9 | 0                             |
| Sonstige       | 0            | 25      | 0,2  | 0                             |

### 1898
Wahlkreisabsprachen der Parteien sind nicht überliefert. Es fand nur ein Wahlgang statt. Die Zahl der Wahlberechtigten betrug 20.749 und die Zahl der abgegebenen Stimmen im ersten Wahlgang 12.043, von denen 28 ungültig waren. Die Wahlbeteiligung betrug 58,0 %.
| Kandidat       | Partei       | Stimmen | in % | Anmerkungen             |
| -------------- | ------------ | ------- | ---- | ----------------------- |
| von Papen      | Konservative | 396     | 3,3  | Oberföster, Wichartshof |
| Hugo Haase     | SPD          | 115     | 1,0  | 0                       |
| Cölestin Krebs | Zentrum      | 11.462  | 95,4 | 0                       |
| Sonstige       | 0            | 42      | 0,3  | 0                       |

### 1903
Der Versuch einer Wahlkreisabsprache der Parteien gegen das Zentrum waren nicht erfolgreich. Es fand nur ein Wahlgang statt. Die Zahl der Wahlberechtigten betrug 20.724 und die Zahl der abgegebenen Stimmen im ersten Wahlgang 13.909, von denen 39 ungültig waren. Die Wahlbeteiligung betrug 67,1 %.
| Kandidat       | Partei  | Stimmen | in % | Anmerkungen |
| -------------- | ------- | ------- | ---- | ----------- |
| Marquardt      | BdL     | 240     | 1,7  | 0           |
| Ewert          | FVP     | 189     | 1,4  | Lehrer      |
| Pilchowski     | NLP     | 338     | 2,4  | 0           |
| Otto Braun     | SPD     | 28      | 0,2  | 0           |
| Cölestin Krebs | Zentrum | 12.810  | 92,4 | 0           |
| Sonstige       | 0       | 37      | 0,3  | 0           |

### 1907
Die Vertrauensmännerversammlung des Zentrums präsentierte „mit großer Mehrheit“ erneut Krebs. Eine Gruppe katholischer Handwerker nominierte stattdessen den Braunsberger Privatdozenten Dr. Gigalski. BdL, NLP und FVg riefen zur Wahl des konservativen Kandidaten auf. Es fand nur ein Wahlgang statt. Die Zahl der Wahlberechtigten betrug 21.058 und die Zahl der abgegebenen Stimmen im ersten Wahlgang 17.068, von denen 34 ungültig waren. Die Wahlbeteiligung betrug 81,1 %.
| Kandidat          | Partei       | Stimmen | in % | Anmerkungen                             |
| ----------------- | ------------ | ------- | ---- | --------------------------------------- |
| Dultz             | FVP          | 128     | 0,8  | Gutsbesitzer und Stadtrat in Königsberg |
| Carl Blell        | Konservative | 788     | 4,6  | 0                                       |
| Otto Braun        | SPD          | 204     | 1,2  | 0                                       |
| Cölestin Krebs    | Zentrum      | 11.728  | 68,8 | 0                                       |
| Bernhard Gigalski | Zentrum      | 4170    | 24,5 | 0                                       |
| Sonstige          | 0            | 16      | 0,1  | 0                                       |

### 1912
Wahlkreisabsprachen der Parteien sind nicht überliefert. Die Zahl der Wahlberechtigten betrug 21.100 und die Zahl der abgegebenen Stimmen im ersten Wahlgang 15.914, von denen 43 ungültig waren. Die Wahlbeteiligung betrug 75,4 %.
| Kandidat          | Partei  | Stimmen | in % | Anmerkungen |
| ----------------- | ------- | ------- | ---- | ----------- |
| Robert Gyßling    | FoVP    | 173     | 1,1  | 0           |
| Karl Marchionini  | SPD     | 398     | 2,5  | 0           |
| Friedrich Preuß   | Zentrum | 13.986  | 88,2 | 0           |
| Bernhard Gigalski | Zentrum | 1261    | 7,9  | 0           |
| Sonstige          | 0       | 53      | 0,3  | 0           |

### Ersatzwahl 1914
Bei der Ersatzwahl am 24. April 1914 fand nur ein Wahlgang statt.
| Kandidat                | Partei  | Stimmen | in % | Anmerkungen |
| ----------------------- | ------- | ------- | ---- | ----------- |
| Karl Marchionini        | SPD     | 227     | 1,9  | 0           |
| Albrecht von Rechenberg | Zentrum | 10.835  | 91,2 | 0           |
| Hinzmann                | Zentrum | 802     | 6,7  | Erzpriester |
| Sonstige                | 0       | 26      | 0,2  | 0           |